# Anolis fitchi
Espèce
Synonymes
- Dactyloa fitchi (Williams & Duellman, 1984)

Statut de conservation UICN

 LC  : Préoccupation mineure
Anolis fitchi est une espèce de sauriens de la famille des Dactyloidae.

## Répartition
Cette espèce se rencontre dans la province de Napo en Équateur et dans le département de Putumayo en Colombie.

## Étymologie
Cette espèce est nommée en l'honneur de Henry Sheldon Fitch (1909-2009).

## Publication originale
- Williams & Duellman, 1984 : Anolis fitchi, a new species of the Anolis aequatorialis group from Ecuador and Colombia. University of Kansas Publications of the Museum of Natural History, no 10, p. 257-266.